# Estación Carabelas
Carabelas es una estación de ferrocarril ubicada en la localidad del mismo nombre, en el Partido de Rojas, Provincia de Buenos Aires, Argentina.
Pertenece al Ramal G6 Pergamino-Vedia de lo que fue la Compañía General de Ferrocarriles en la Provincia de Buenos Aires, luego Ferrocarril General Belgrano.
Sus vías e instalaciones se encuentran sin funcionamiento, aunque a cargo de la empresa estatal Trenes Argentinos Cargas.
Se ubica a 24 km de Rojas.